# Piqueras del Castillo
Piqueras del Castillo település Spanyolországban, Cuenca tartományban. Piqueras del Castillo Las Valeras, Chumillas, Barchín del Hoyo, Buenache de Alarcón és Hontecillas községekkel határos. Lakosainak száma 40 fő (2024).

## Népesség
A település népessége az utóbbi években az alábbiak szerint változott:
| Lakosok száma | 79   | 82   | 75   | 68   | 81   | 61   | 61   | 48   | 45   | 40   |
|               | 2001 | 2004 | 2006 | 2009 | 2011 | 2014 | 2016 | 2019 | 2021 | 2024 |